# 超国民待遇
超国民待遇指一国政府给予外籍人士或特定人士、以及外资机构超过国民待遇的特权，常被认为是对本国公民的一种逆向歧视。

## 中国
晚清时期，清朝政府给予外籍人士政治、经济、司法特权。实际政务中，各级官员“于是不问是非、不顾顺逆、不分黑白、不论短长，一惟媚远人、私远人、听命远人是务”，故有“一等洋人二等官”的俗语，被称之为“量中华之物力，结与国之欢心”。
在改革开放初期，政府为吸引外资来华投资，对外商投资企业、外资企业和外籍人士，在税收、土地使用、行政审批等各方面，提供便利和优惠。这种让利行为在1990年代达到高峰。而自1994年起，政府逐步在税收领域统一外资、内资待遇。2012年12月1日，政府开始对外商投资企业、外资企业和外籍人士征收城市维护建设税和教育费附加，被认为是在税收领域结束了外籍的超国民待遇。但部分人認为政府在司法、政治、经济、教育等方面对外籍人员的让利、照顾并未停止。即使是来自贫穷国家的国民，仍会受到官员巴结。这种“巴结”与中华人民共和国民族政策交织一起，在民间产生了“一等洋人香蕉人，二等港台再加官，三等少民四等汉”之类的讽刺性说法。
中华人民共和国司法体制在处理涉外案件，依据中国外交原则——“外事无小事”，涉外案件无小案。环球网评论指出，不少人有“怕老外”的心理。因此日常生活中，外籍人士获得警方优待的新闻屡见不鲜，由此产生“外国人代报案”的都市传说，宣称“老外报案能够百分百破案”。同时，司法机关对涉外案件包括外籍人士犯罪案件时，亦有“不会管、不愿意管、不敢管”——三不管的处理状态。有认为“外事无小事”的原则在此被错误的使用。具体案件中，法院不敢处理外籍人士，直接损害本国公民的合法权益。
另出于統戰的需要，港澳台同胞亦被認為属于享受超国民待遇。例如主政福建省平潭综合实验区官员、第十二届全国人民代表大会代表張兆民在全国代表大会期间，接受訪称平潭行政上，对台胞一直以来都是“高看一眼、厚爱一分，宁可我们没有，也要台胞优先”。除中央、省里及平潭三级政府给予台湾籍创业者一系列优惠政策外，平潭方面亦“在读书、就业、生活等方方面面给予了特别关爱、一路绿灯”。